# Classifiche di montagne russe

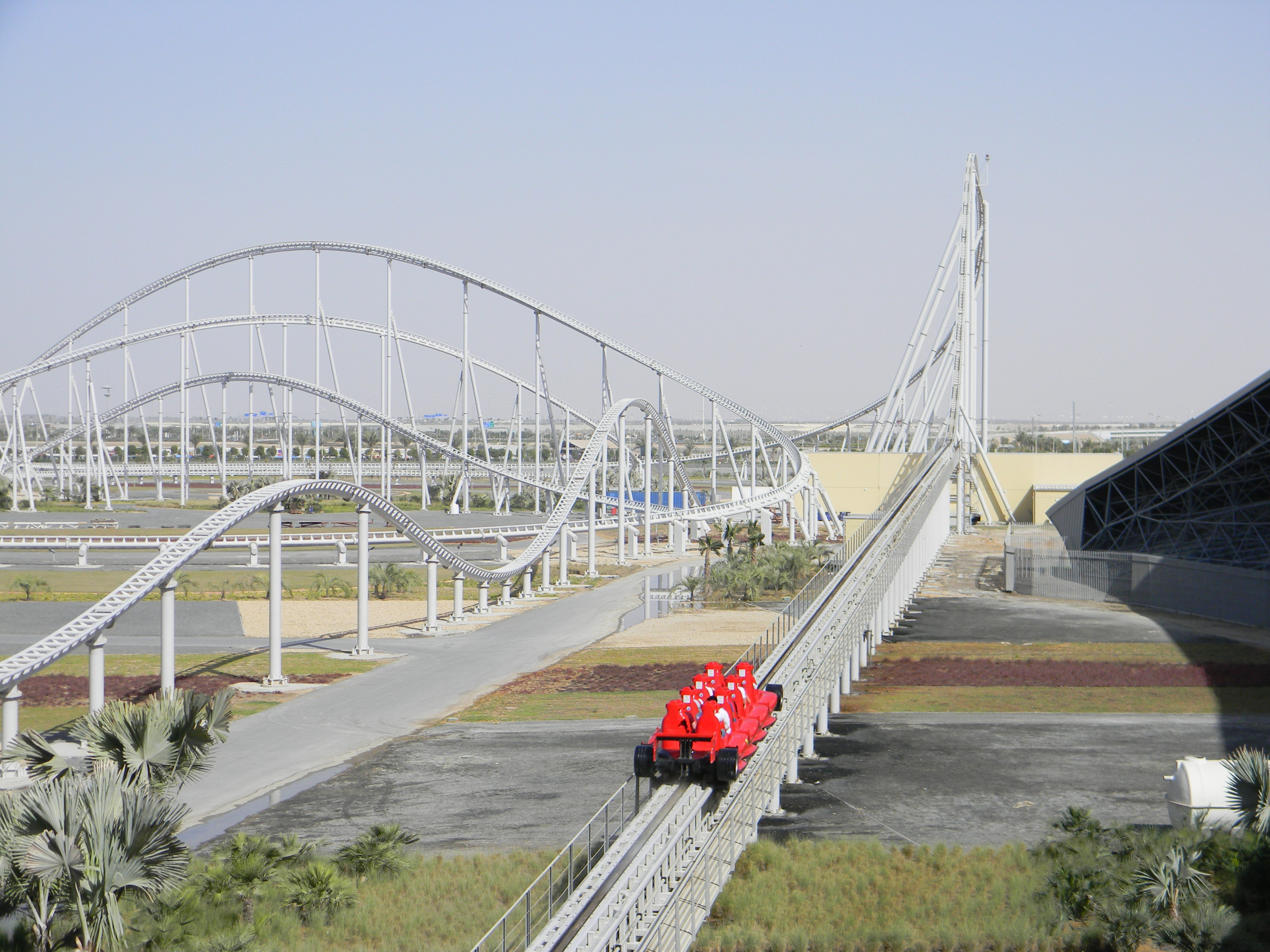
Formula Rossa, la montagna russa più veloce al mondo

Con il termine montagne russe (talvolta dette anche ottovolanti) si intende un'installazione tipica dei luna park e dei parchi di divertimento. L'inizio della loro storia risalte al XVI secolo, quando, proprio in Russia, le persone si divertivano a percorrere scivoli in legno ghiacciati, alti anche 15-20 metri, a bordo di slitte, raggiungendo una velocità che poteva arrivare fino ai 70 km/h. Le prime montagne russe con un treno agganciato a un binario in legno apparvero invece in Francia all'inizio degli anni 1800, ma l'attrazione nella sua veste definitiva comparve negli Stati Uniti, più precisamente in Pennsylvania, nel 1827.
Negli anni, le molteplici innovazioni tecnologiche ed ingegneristiche hanno coinvolto praticamente tutti gli elementi delle montagne russe, le quali sono oggi elemento di punta di molti tra i più famosi parhci di divertimento del mondo, che sono spesso in competizione tra loro per aggiudicarsi l'attrazione più alta, più veloce, più ripida e così via.
Qui di seguito sono dunque elencate le prime dieci posizioni per i diversi tipi di classifica, distinguendo anche le montagne russe in legno da quelle in acciaio.

## Legenda
| Simbolo | Significato                    |
| ------- | ------------------------------ |
| 1       | Detentore del record           |
| **      | In costruzione                 |
| *       | Esistente ma non più operativa |

## Altezza

### Montagne russe in acciaio

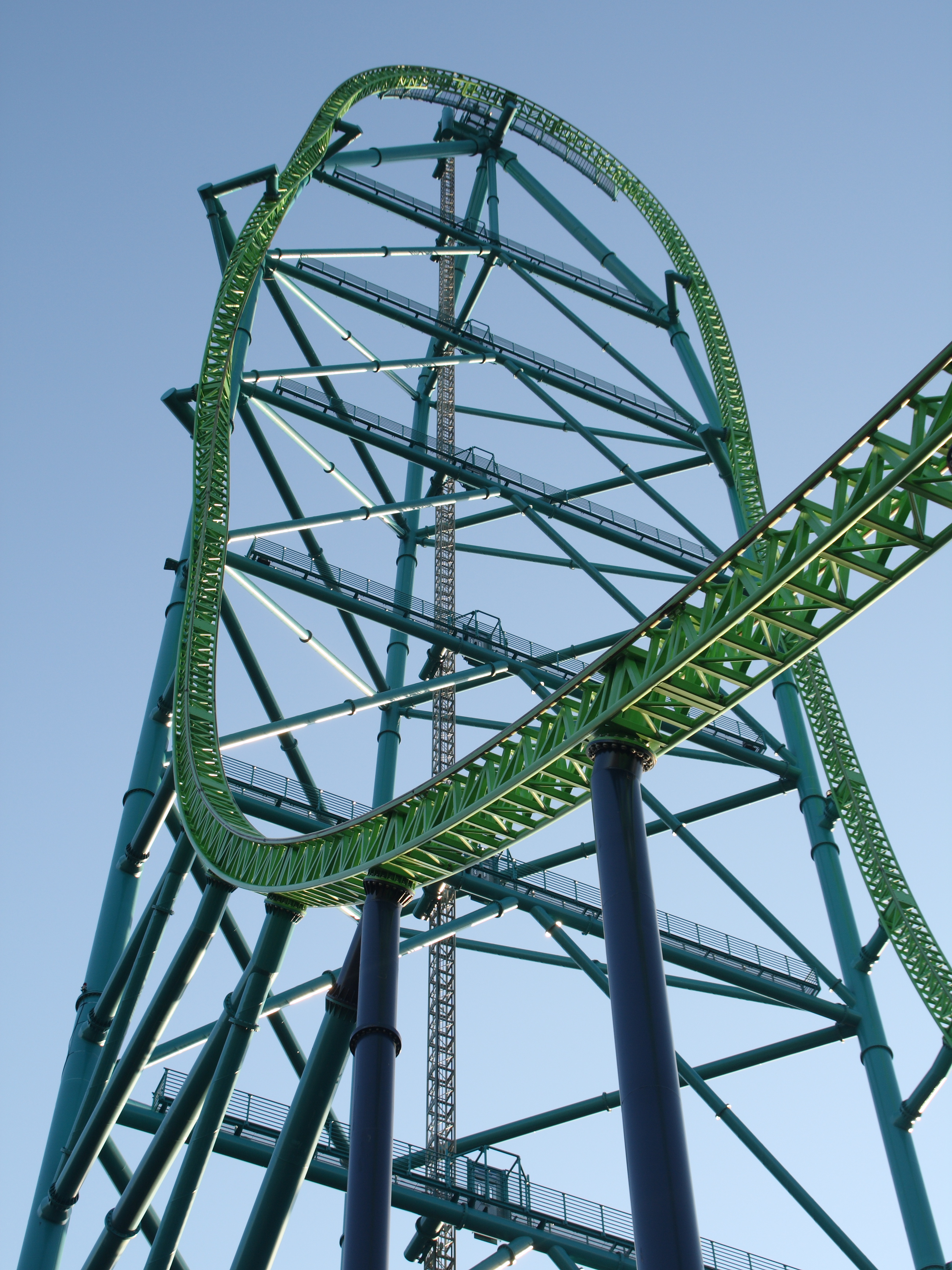
Il Kingda Ka, l'ottovolante più alto del mondo.

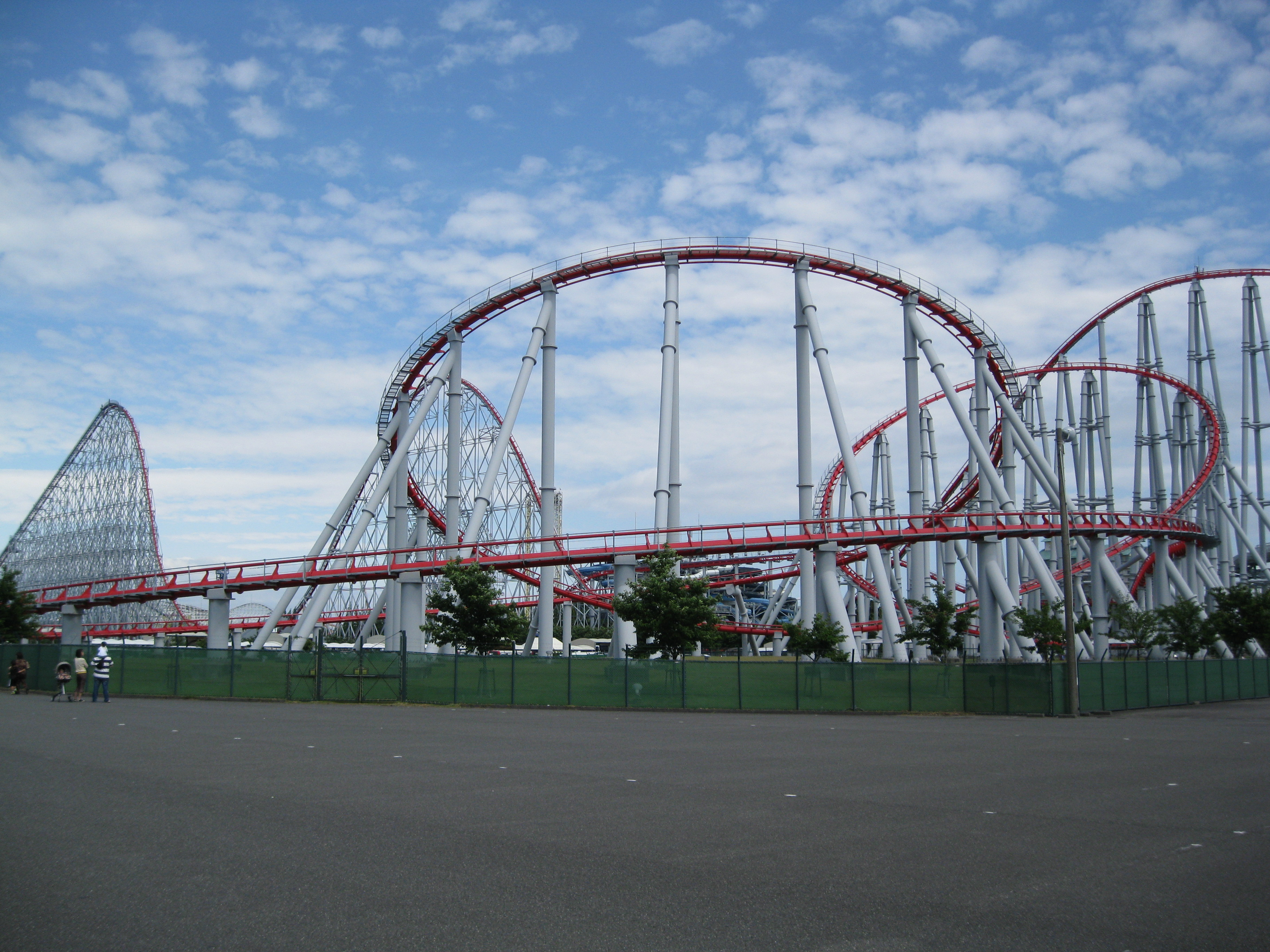
Steel Dragon 2000, le più lunghe montagne russe del mondo.

| Posizione | Nome                          | Parco                     | Nazione     | Altezza | Costruttore                | Detenzione del record     |
| --------- | ----------------------------- | ------------------------- | ----------- | ------- | -------------------------- | ------------------------- |
| 1         | Kingda Ka                     | Six Flags Great Adventure | Stati Uniti | 139,0 m | Intamin                    | Maggio 2005 – Presente    |
| *         | Top Thrill Dragster           | Cedar Point               | Stati Uniti | 128 m   | Intamin                    | Maggio 2003 – Maggio 2005 |
| 2         | Superman: Escape from Krypton | Six Flags Magic Mountain  | Stati Uniti | 126,5 m | Intamin                    | Marzo 1997 – Maggio 2003  |
| 3         | Red Force                     | Ferrari Land              | Spagna      | 112,0 m | Intamin                    | N.D.                      |
| 4         | Fury 325                      | Carowinds                 | Stati Uniti | 99,0 m  | Bolliger & Mabillard       | N.D.                      |
| 5         | Steel Dragon 2000             | Nagashima Spa Land        | Giappone    | 97,0 m  | D. H. Morgan Manufacturing | N.D.                      |
| 6         | Millennium Force              | Cedar Point               | Stati Uniti | 94,5 m  | Intamin                    | N.D.                      |
| 7         | Leviathan                     | Canada's Wonderland       | Canada      | 93,3 m  | Bolliger & Mabillard       | N.D.                      |
| 8         | Intimidator 305               | Kings Dominion            | Stati Uniti | 93,0 m  | Intamin                    | N.D.                      |
| 9         | Orion                         | Kings Island              | Stati Uniti | 87,5 m  | Bolliger & Mabillard       | N.D.                      |
| 10        | Thunder Dolphin               | Tokyo Dome City           | Giappone    | 80,0 m  | Intamin                    | N.D.                      |

1. ↑  Si tratta di uno shuttle coaster, ossia di montagne russe che non si snodano su un percorso chiuso.

### Discese in montagne russe in acciaio
| Posizione | Nome                          | Parco                     | Nazione     | Dislivello della discesa | Costruttore                | Detenzione del record     |
| --------- | ----------------------------- | ------------------------- | ----------- | ------------------------ | -------------------------- | ------------------------- |
| 1         | Kingda Ka                     | Six Flags Great Adventure | Stati Uniti | 127,4 m                  | Intamin                    | Maggio 2005 – Presente    |
| *         | Top Thrill Dragster           | Cedar Point               | Stati Uniti | 122 m                    | Intamin                    | Maggio 2003 – Maggio 2005 |
| 2         | Superman: Escape from Krypton | Six Flags Magic Mountain  | Stati Uniti | 100,0 m                  | Intamin                    | Marzo 1997 – Maggio 2003  |
| 3         | Fury 325                      | Carowinds                 | Stati Uniti | 97,5 m                   | Bolliger & Mabillard       | N.D.                      |
| 4         | Steel Dragon 2000             | Nagashima Spa Land        | Giappone    | 93,5 m                   | D. H. Morgan Manufacturing | N.D.                      |
| 5         | Leviathan                     | Canada's Wonderland       | Canada      | 93,3 m                   | Bolliger & Mabillard       | N.D.                      |
| 6         | Intimidator 305               | Kings Dominion            | Stati Uniti | 91,4 m                   | Intamin                    | N.D.                      |
| 6         | Millennium Force              | Cedar Point               | Stati Uniti | 91,4 m                   | Intamin                    | N.D.                      |
| 6         | Orion                         | Kings Island              | Stati Uniti | 91,4 m                   | Bolliger & Mabillard       | N.D.                      |
| 7         | Hyperion                      | Energylandia              | Polonia     | 82 m                     | Intamin                    | N.D.                      |
| 8         | Coaster Trough The Clouds     | Nanchang Sunac Land       | Cina        | 78 m                     | Intamin                    | N.D.                      |
| 8         | Shambhala                     | PortAventura Park         | Spagna      | 78 m                     | Bolliger & Mabillard       | N.D.                      |
| 9         | Goliath                       | Six Flags Magic Mountain  | Stati Uniti | 77,7 m                   | Giovanola                  | N.D.                      |
| 9         | Titan                         | Six Flags Over Texas      | Stati Uniti | 77,7 m                   | Giovanola                  | N.D.                      |
| 10        | Yukon Striker                 | Canada's Wonderland       | Canada      | 74,7 m                   | Bolliger & Mabillard       | N.D.                      |

### Montagne russe in legno

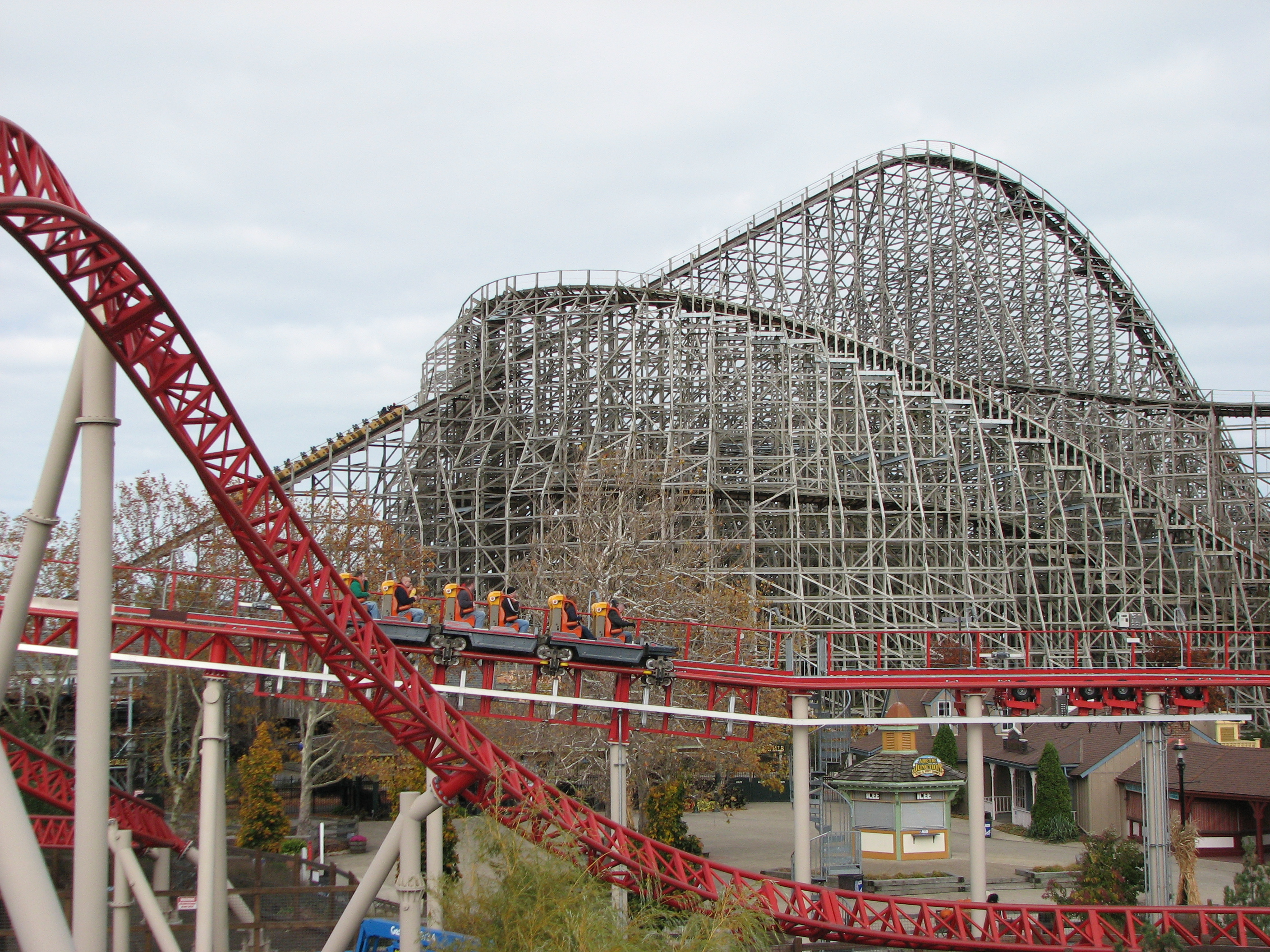
Nel 1991 Mean Streak fu inaugurato come la più alta montagna russa in legno del mondo. Dopo un'imponente ristrutturazione è oggi quasi totalmente in acciaio ed è stato rinominato "Steel Vengeance".

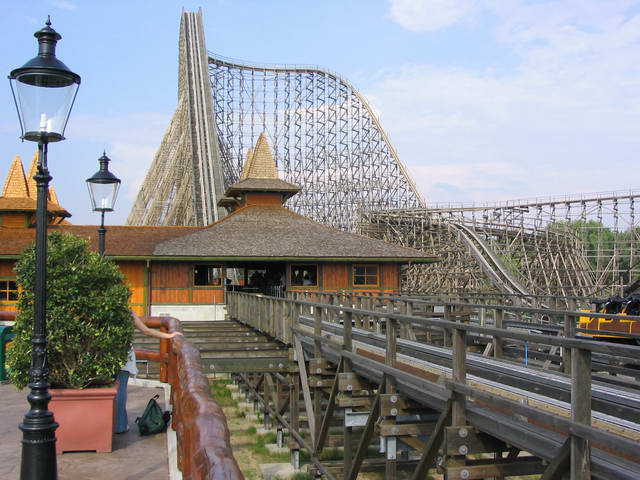
Colossos, in Germania, è tra le montagne russe in legno più alte del mondo.

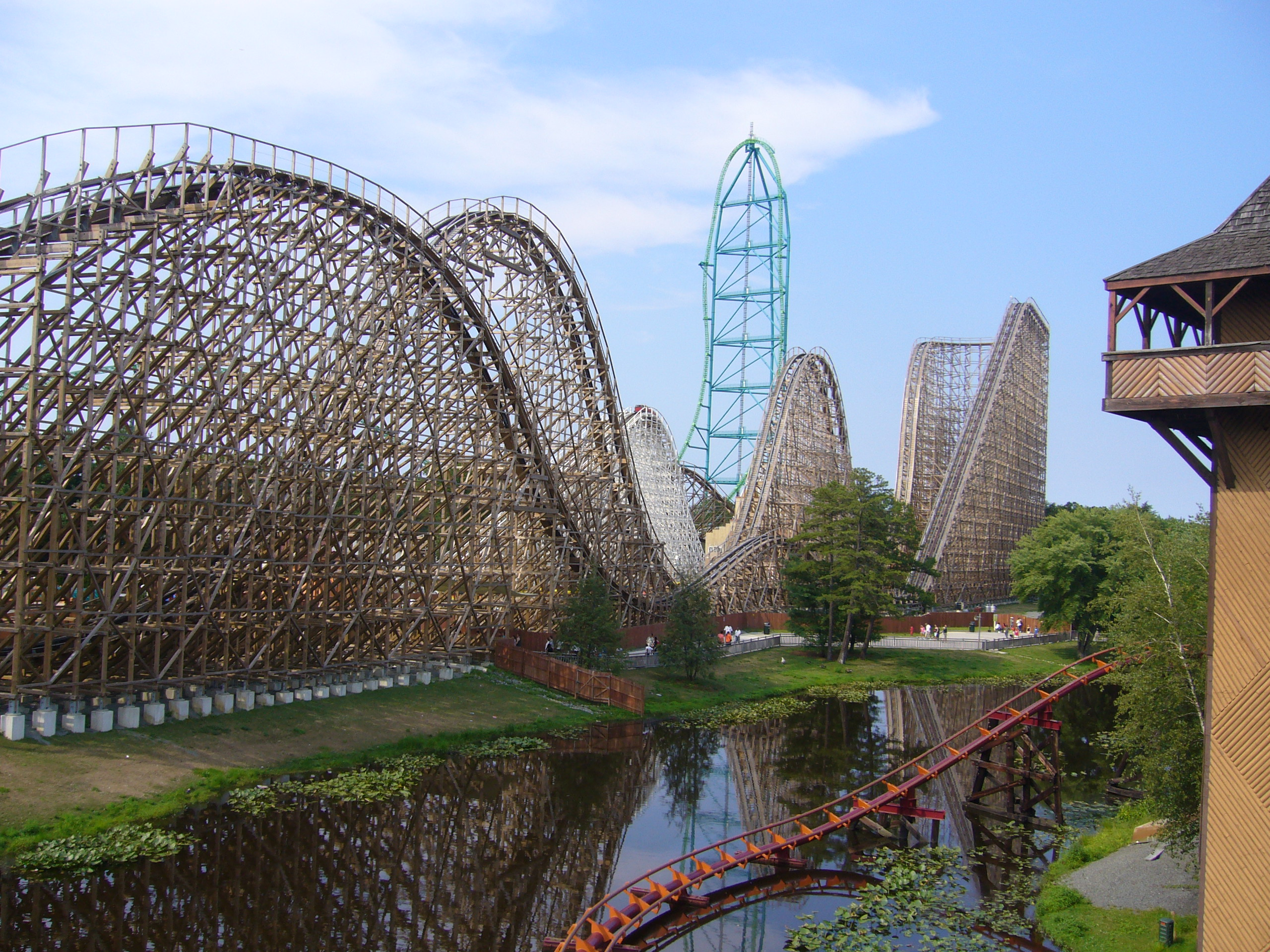
L'ottovolante El Toro, è stata la montagna russa in legno più veloce del mondo per cinque anni.

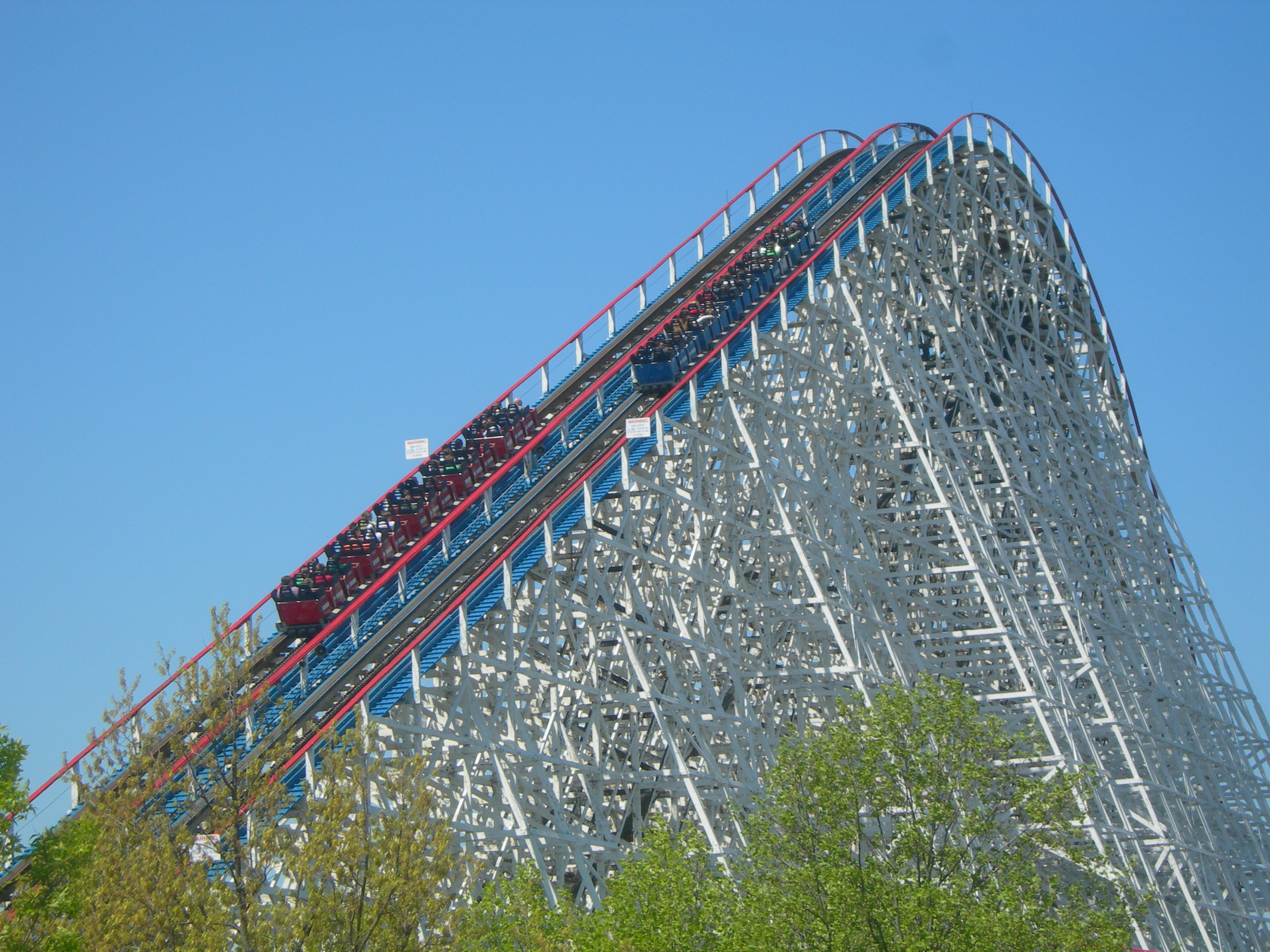
Nel 1981 American Eagle fu inaugurato come l'ottovolante in legno più veloce al mondo.

| Posizione | Nome                          | Parco                            | Nazione       | Altezza | Costruttore                   | Detenzione del record  |
| --------- | ----------------------------- | -------------------------------- | ------------- | ------- | ----------------------------- | ---------------------- |
| 1         | T Express                     | Everland                         | Corea del Sud | 56 m    | Intamin                       | Giugno 2009 – Presente |
| 1         | Wildfire                      | Kolmården Wildlife Park          | Svezia        | 56 m    | Rocky Mountain Construction   | Giugno 2016 – Presente |
| 2         | El Toro                       | Six Flags Great Adventure        | Stati Uniti   | 55,2 m  | Intamin                       | N.D.                   |
| 3         | Goliath                       | Six Flags Great America          | Stati Uniti   | 50,3 m  | Rocky Mountain Construction   | N.D.                   |
| 4         | Colossos - Kampf der Giganten | Heide Park                       | Germania      | 50,0 m  | Intamin                       | N.D.                   |
| 5         | The Voyage                    | Holiday World & Splashin' Safari | Stati Uniti   | 48,5 m  | The Gravity Group             | N.D.                   |
| 6         | Hades 360                     | Mt. Olympus Water & Theme Park   | Stati Uniti   | 41,4 m  | The Gravity Group             | N.D.                   |
| 7         | Wodan Timbur Coaster          | Europa-Park                      | Germania      | 40,0 m  | Great Coasters International  | N.D.                   |
| 8         | Le Monstre                    | La Ronde                         | Canada        | 39,9 m  | Martin & Vleminckx            | N.D.                   |
| 9         | American Eagle                | Six Flags Great America          | Stati Uniti   | 38,7 m  | Intamin                       | N.D.                   |
| 10        | Shivering Timbers             | Michigan's Adventure             | Stati Uniti   | 37,2 m  | Custom Coasters International | N.D.                   |
| 10        | The Boss                      | Six Flags St. Louis              | Stati Uniti   | 37,2 m  | Custom Coasters International | N.D.                   |

### Discese in montagne russe in legno
| Posizione | Nome                          | Parco                            | Nazione       | Dislivello della discesa | Costruttore                   | Detenzione del record     |
| --------- | ----------------------------- | -------------------------------- | ------------- | ------------------------ | ----------------------------- | ------------------------- |
| 1         | Goliath                       | Six Flags Great America          | Stati Uniti   | 54,9 m                   | Rocky Mountain Construction   | Giugno 2014 – Presente    |
| 2         | El Toro                       | Six Flags Great Adventure        | Stati Uniti   | 53,6 m                   | Intamin                       | Giugno 2009 – Giugno 2014 |
| 3         | Lightning Rod                 | Dollywood                        | Stati Uniti   | 50,3 m                   | Rocky Mountain Construction   | N.D.                      |
| 4         | Outlaw Run                    | Silver Dollar City               | Stati Uniti   | 49,4 m                   | Rocky Mountain Construction   | N.D.                      |
| 5         | Wildfire                      | Kolmården Wildlife Park          | Svezia        | 49 m                     | Rocky Mountain Construction   | N.D.                      |
| 6         | Colossos - Kampf der Giganten | Heide Park                       | Germania      | 48,5 m                   | Intamin                       | N.D.                      |
| 7         | The Voyage                    | Holiday World & Splashin' Safari | Stati Uniti   | 46,9 m                   | The Gravity Group             | N.D.                      |
| 8         | T Express                     | Everland                         | Corea del Sud | 46,0 m                   | Intamin                       | N.D.                      |
| 9         | The Boss                      | Six Flags St. Louis              | Stati Uniti   | 45,7 m                   | Custom Coasters International | N.D.                      |
| 10        | American Eagle                | Six Flags Great America          | Stati Uniti   | 44,8 m                   | Intamin                       | Maggio 1981 – Maggio 1991 |

## Velocità

### Montagne russe in acciaio
| Posizione | Nome                          | Parco                     | Nazione             | Velocità | Costruttore                | Detenzione del record       |
| --------- | ----------------------------- | ------------------------- | ------------------- | -------- | -------------------------- | --------------------------- |
| 1         | Formula Rossa                 | Ferrari World Abu Dhabi   | Emirati Arabi Uniti | 240 km/h | Intamin                    | Novembre 2010 – Presente    |
| 2         | Kingda Ka                     | Six Flags Great Adventure | Stati Uniti         | 206 km/h | Intamin                    | Maggio 2005 – Novembre 2010 |
| *         | Top Thrill Dragster           | Cedar Point               | Stati Uniti         | 190 km/h | Intamin                    | Maggio 2003 – Maggio 2005   |
| 3         | Do-Dodonpa                    | Fuji-Q Highland           | Giappone            | 180 km/h | S&S - Sansei Technologies  | Dicembre 2001 – Maggio 2003 |
| 3         | Red Force                     | Ferrari Land              | Spagna              | 180 km/h | Intamin                    | N.D.                        |
| 4         | Superman: Escape from Krypton | Six Flags Magic Mountain  | Stati Uniti         | 160 km/h | Intamin                    | Marzo 1997 – Dicembre 2001  |
| *         | Ring°racer                    | Nürburgring               | Germania            | 160 km/h | S&S - Sansei Technologies  | N.D.                        |
| 5         | Steel Dragon 2000             | Nagashima Spa Land        | Giappone            | 153 km/h | D. H. Morgan Manufacturing | N.D.                        |
| 5         | Fury 325                      | Carowinds                 | Stati Uniti         | 153 km/h | Bolliger & Mabillard       | N.D.                        |
| 6         | Millennium Force              | Cedar Point               | Stati Uniti         | 150 km/h | Intamin                    | N.D.                        |
| 7         | Leviathan                     | Canada's Wonderland       | Canada              | 148 km/h | Bolliger & Mabillard       | N.D.                        |
| 8         | Orion                         | Kings Island              | Stati Uniti         | 146 km/h | Bolliger & Mabillard       | N.D.                        |
| 9         | Intimidator 305               | Kings Dominion            | Stati Uniti         | 144 km/h | Intamin                    | N.D.                        |
| 10        | Hyperion                      | Energylandia              | Polonia             | 142 km/h | Intamin                    | N.D.                        |

### Montagne russe in legno
| Posizione | Nome                          | Parco                            | Nazione     | Velocità | Costruttore                   | Detenzione del record     |
| --------- | ----------------------------- | -------------------------------- | ----------- | -------- | ----------------------------- | ------------------------- |
| 1         | Lightning Rod                 | Dollywood                        | Stati Uniti | 117 km/h | Rocky Mountain Construction   | Giugno 2016 – Presente    |
| 2         | Goliath                       | Six Flags Great America          | Stati Uniti | 116 km/h | Rocky Mountain Construction   | Giugno 2014 – Giugno 2016 |
| 3         | Wildfire                      | Kolmården Wildlife Park          | Svezia      | 113 km/h | Rocky Mountain Construction   | N.D.                      |
| 4         | El Toro                       | Six Flags Great Adventure        | Stati Uniti | 110 km/h | Intamin                       | Giugno 2009 – Giugno 2014 |
| 5         | Colossos - Kampf der Giganten | Heide Park                       | Germania    | 109 km/h | Intamin                       | N.D.                      |
| 6         | Outlaw Run                    | Silver Dollar City               | Stati Uniti | 109 km/h | Rocky Mountain Construction   | N.D.                      |
| 7         | The Voyage                    | Holiday World & Splashin' Safari | Stati Uniti | 108 km/h | The Gravity Group             | N.D.                      |
| 8         | The Boss                      | Six Flags St. Louis              | Stati Uniti | 107 km/h | Custom Coasters International | Aprile 2000 – Maggio 2000 |
| 9         | American Eagle                | Six Flags Great America          | Stati Uniti | 106 km/h | Intamin                       | Maggio 1981 – Aprile 2000 |
| 10        | The Beast                     | Kings Island                     | Stati Uniti | 104 km/h | Kings Island                  | April 1979 – Maggio 1981  |

## Lunghezza

### Montagne russe in acciaio
| Posizione | Nome                                  | Parco                           | Nazione             | Lunghezza | Costruttore                 | Detenzione del record     |
| --------- | ------------------------------------- | ------------------------------- | ------------------- | --------- | --------------------------- | ------------------------- |
| 1         | Steel Dragon 2000                     | Nagashima Spa Land              | Giappone            | 2479 m    | D. H. Morgan Manufacturing  | Agosto 2000 – Presente    |
| *         | The Ultimate                          | Lightwater Valley               | Regno Unito         | 2268 m    | British Rail                | Luglio 1991 – Agosto 2000 |
| 2         | Fujiyama                              | Fuji-Q Highland                 | Giappone            | 2045 m    | TOGO                        | N.D.                      |
| 3         | Fury 325                              | Carowinds                       | Stati Uniti         | 2012 m    | Bolliger & Mabillard        | N.D.                      |
| 4         | Millennium Force                      | Cedar Point                     | Stati Uniti         | 2010 m    | Intamin                     | N.D.                      |
| 5         | Formula Rossa                         | Ferrari World Abu Dhabi         | Emirati Arabi Uniti | 2000 m    | Intamin                     | N.D.                      |
| 6         | Incredicoaster                        | Disney California Adventure     | Stati Uniti         | 1851 m    | Intamin                     | N.D.                      |
| *         | Vertigorama                           | Parque de la Ciudad             | Argentina           | 1816 m    | Intamin                     | N.D.                      |
| 7         | Desperado                             | Buffalo Bill's                  | Stati Uniti         | 1781 m    | Arrow Dynamics              | N.D.                      |
| 8         | Steel Vengeance                       | Cedar Point                     | Stati Uniti         | 1750 m    | Rocky Mountain Construction | N.D.                      |
| 9         | Mamba                                 | Worlds of Fun                   | Stati Uniti         | 1706 m    | D. H. Morgan Manufacturing  | N.D.                      |
| 9         | Steel Force                           | Dorney Park & Wildwater Kingdom | Stati Uniti         | 1706 m    | D. H. Morgan Manufacturing  | N.D.                      |
| 10        | Guardians of the Galaxy:Cosmic Rewind | Walt Disney World-Epcot         | Stati Uniti         | 1700 m    | Vekoma                      | N.D.                      |
| 10        | Superman el Ultimo Escape             | Six Flags Mexico                | Stati Uniti         | 1700 m    | D. H. Morgan Manufacturing  | N.D.                      |

### Montagne russe in legno
| Posizione | Nome                    | Parco                            | Nazione       | Lunghezza | Costruttore                   | Detenzione del record  |
| --------- | ----------------------- | -------------------------------- | ------------- | --------- | ----------------------------- | ---------------------- |
| 1         | The Beast               | Kings Island                     | Stati Uniti   | 2243 m    | Kings Island                  | Aprile 1979 – Presente |
| 2         | The Voyage              | Holiday World & Splashin' Safari | Stati Uniti   | 1964 m    | The Gravity Group             | N.D.                   |
| 3         | T Express               | Everland                         | Corea del Sud | 1641 m    | Intamin                       | N.D.                   |
| 4         | Shivering Timbers       | Michigan's Adventure             | Stati Uniti   | 1641 m    | Custom Coasters International | N.D.                   |
| 5         | Jupiter                 | Kijima Amusement Park            | Giappone      | 1600 m    | Intamin                       | N.D.                   |
| 6         | Python in Bamboo Forest | Nanchang Wanda Theme Park        | Cina          | 1558 m    | Great Coasters International  | N.D.                   |
| 7         | Wood Coaster            | Knight Valley                    | Cina          | 1468 m    | Great Coasters International  | N.D.                   |
| 8         | Hades 360               | Mt. Olympus Water & Theme Park   | Stati Uniti   | 1447 m    | The Gravity Group             | N.D.                   |
| 9         | Boulder Dash            | Lake Compounce                   | Stati Uniti   | 1440 m    | Custom Coasters International | N.D.                   |
| 10        | American Eagle          | Six Flags Great America          | Stati Uniti   | 1420 m    | Intamin                       | N.D.                   |

## Inversioni
Le seguenti classifiche tengono conto di tutti gli elementi "a testa in giù", ovvero il numero di inversioni, presenti in un ottovolante.

### Montagne russe in acciaio
| Posizione | Nome                          | Parco                          | Nazione     | Inversioni | Costruttore               | Detenzione del record       |
| --------- | ----------------------------- | ------------------------------ | ----------- | ---------- | ------------------------- | --------------------------- |
| 1         | The Smiler                    | Alton Towers                   | Regno Unito | 14         | Gerstlauer                | Maggio 2013 – Presente      |
| 2         | 10 Inversion Roller Coaster   | Chimelong Paradise             | Cina        | 10         | Intamin                   | Febbraio 2006 – Maggio 2013 |
| 2         | Altair                        | Cinecittà World                | Italia      | 10         | Intamin                   | N.D.                        |
| 2         | Colossus                      | Thorpe Park                    | Regno Unito | 10         | Intamin                   | Marzo 2002 – Maggio 2013    |
| 2         | Crazy Coaster                 | Locajoy Holiday                | Cina        | 10         | Intamin                   | N.D.                        |
| 2         | LightSpeed                    | Ankapark                       | Turchia     | 10         | Intamin                   | N.D.                        |
| 2         | Velikolukskiy Myasokombinat-2 | Wonder Island                  | Russia      | 10         | Intamin                   | N.D.                        |
| 2         | Sik                           | Flamingo Land                  | Regno Unito | 10         | Intamin                   | N.D.                        |
| 3         | Steel Curtain                 | Kennywood                      | Stati Uniti | 9          | S&S - Sansei Technologies | N.D.                        |
| 4         | Avalancha                     | Xetulul                        | Guatemala   | 8          | Intamin                   | N.D.                        |
| 4         | Dragon Khan                   | PortAventura Park              | Spagna      | 8          | Bolliger & Mabillard      | Maggio 1995 – Marzo 2002    |
| **        | unknown                       | Mirabilandia                   | Brasile     | 8          | Intamin                   | N.D.                        |
| **        | Turbo Turtle Power            | Nickelodeon Universe Chongqing | Cina        | 8          | Intamin                   | N.D.                        |

### Montagne russe in legno
| Posizione | Nome               | Parco                          | Nazione     | Inversioni | Costruttore                 | Detenzione del record  |
| --------- | ------------------ | ------------------------------ | ----------- | ---------- | --------------------------- | ---------------------- |
| 1         | Outlaw Run         | Silver Dollar City             | Stati Uniti | 3          | Rocky Mountain Construction | Marzo 2013 – Presente  |
| 1         | Wildfire           | Kolmården Wildlife Park        | Svezia      | 3          | Rocky Mountain Construction | Giugno 2016 – Presente |
| 2         | Goliath            | Six Flags Great America        | Stati Uniti | 2          | Rocky Mountain Construction | N.D.                   |
| 3         | Hades 360          | Mt. Olympus Water & Theme Park | Stati Uniti | 1          | The Gravity Group           | N.D.                   |
| 3         | Jungle Trailblazer | Oriental Heritage, Ningbo      | Cina        | 1          | Martin & Vleminckx Rides    | N.D.                   |
| 3         | Jungle Trailblazer | Oriental Heritage, Wuhu        | Cina        | 1          | Martin & Vleminckx Rides    | N.D.                   |
| 3         | Jungle Trailblazer | Oriental Heritage, Jinan       | Cina        | 1          | Martin & Vleminckx Rides    | N.D.                   |
| 3         | Mine Blower        | Fun Spot America: Kissimmee    | Stati Uniti | 1          | The Gravity Group           | N.D.                   |